# Dierogekko
Genre

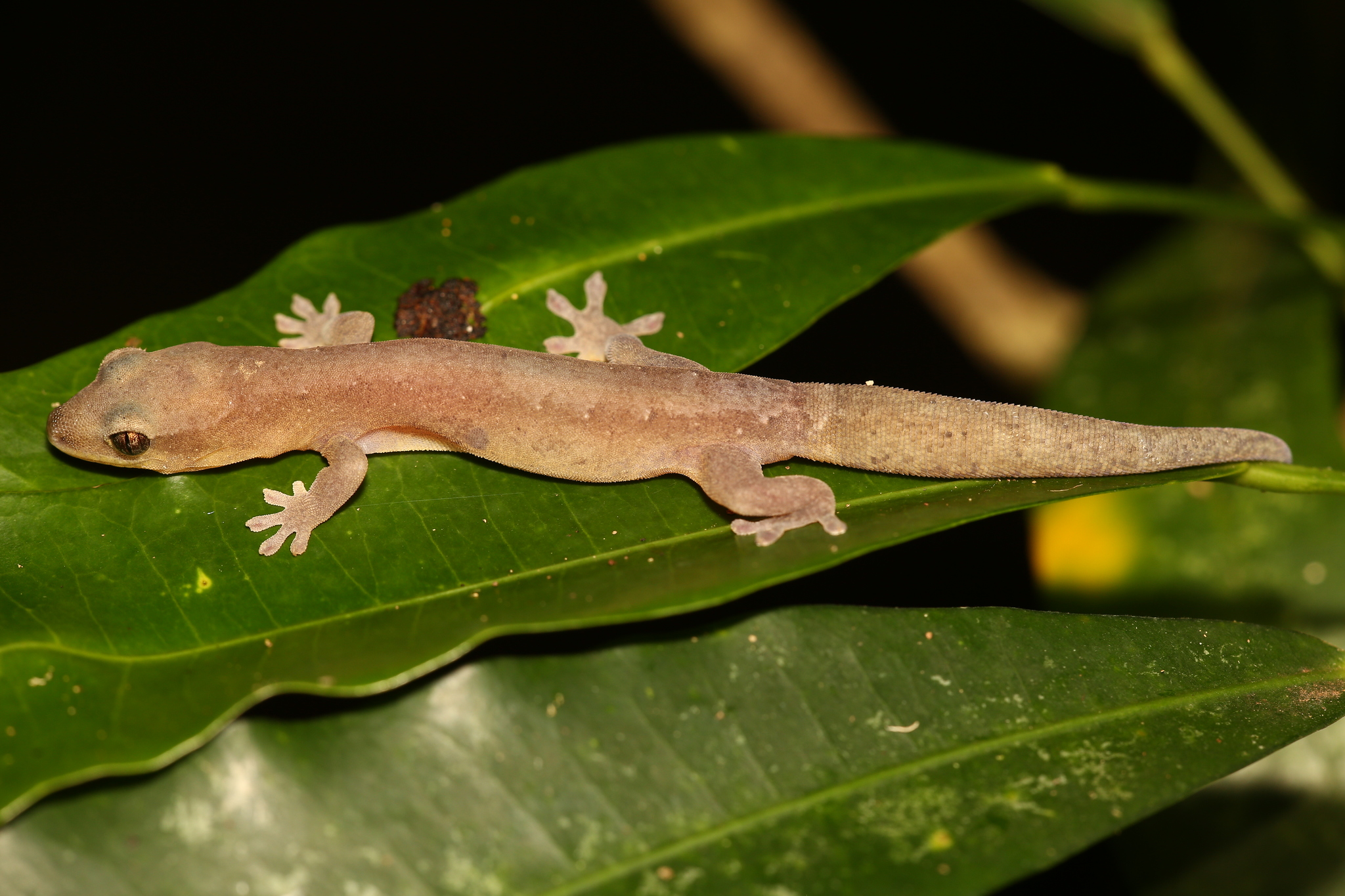
Dierogekko.

Dierogekko est un genre de gecko de la famille des Diplodactylidae.

## Répartition
Les neuf espèces de ce genre sont endémiques de Nouvelle-Calédonie.

## Liste des espèces
Selon The Reptile Database (18 août 2015) :
- Dierogekko baaba Skipwith, Jackman, Whitaker, Bauer & Sadlier, 2014
- Dierogekko inexpectatus Bauer, Jackman, Sadlier & Whitaker, 2006
- Dierogekko insularis Bauer, Jackman, Sadlier & Whitaker, 2006
- Dierogekko kaalaensis Bauer, Jackman, Sadlier & Whitaker, 2006
- Dierogekko koniambo Bauer, Jackman, Sadlier & Whitaker, 2006
- Dierogekko nehoueensis Bauer, Jackman, Sadlier & Whitaker, 2006
- Dierogekko poumensis Bauer, Jackman, Sadlier & Whitaker, 2006
- Dierogekko thomaswhitei Bauer, Jackman, Sadlier & Whitaker, 2006
- Dierogekko validiclavis (Sadlier, 1988)

## Taxinomie
Ce genre a été créé pour recevoir une espèce du genre Bavayia et sept nouvelles à la suite d'études génétiques menées par Bauer et al. sur des populations de Nouvelle-Calédonie.

## Publication originale
- Bauer, Jackman, Sadlier & Whitaker, 2006 : A revision of the Bavayia validiclavis group (Squamata : Gekkota : Diplodactylidae), a clade of New Caledonian geckos exhibiting microendemism. Proceedings of the California Academy of Sciences, vol. 57, no 18, p. 503-547 (texte intégral).